# Erdős–Fuchs-tétel
A matematika, azon belül a kombinatorikai számelmélet területén az Erdős–Fuchs-tétel egy azzal kapcsolatos állítás, hogy számok hányféleképpen fejezhetők  ki egy adott halmaz elemeinek páronkénti összegeként; az állítás szerint ennek a számnak az átlagos nagyságrendje nem lehet lineáris függvényhez közel.
A tételt Erdős Pál és Wolfgang Heinrich Johannes Fuchs mondta ki.

## Állítás
Legyen A a természetes számok részhalmaza, r(n) pedig jelölje, hogy hányféleképpen lehet az n természetes számot kifejezni az A két elemének összegeként (a sorrendet is figyelembe véve).  Tekintsük az átlagot:
{\displaystyle R(n)={\frac {r(1)+r(2)+\cdots +r(n)}{n}}.}
A tétel szerint
{\displaystyle R(n)=C+O\left(n^{-3/4-\varepsilon }\right)}
nem lehet igaz, csak ha C = 0.